# Julidochromis
Julidochromis ist eine Gattung aus der Familie der Buntbarsche (Cichlidae), die im Tanganjikasee endemisch ist und dort in der Felszone lebt. Zur Gattung gehören neun Arten. Der Gattungsname bezieht sich auf die Lippfischgattung Julis, der Julidochromis in Gestalt und Bezahnung ähnelt.

## Merkmale
Julidochromis-Arten besitzen einen langgestreckten, zylindrischen Körper und einen relativ kleinen Kopf. Die Bauchlinie ist annähernd gerade, die Rückenlinie etwas gewölbt. Der weichstrahlige Teil der Rücken- und Afterflosse und die Bauchflossen sind zugespitzt, die Schwanzflosse abgerundet. Die verschiedenen Arten werden 7 bis 18 cm lang. Bei den größeren Arten entwickeln ältere Männchen einen Stirnbuckel. Bei einigen Arten werden die Weibchen größer als die Männchen. Charakteristisch für die Gattung ist die nicht verknöcherte Suborbitalia (Knochen unterhalb der Augenhöhle) und die lange, von zahlreichen Stacheln (XXI-XXIV) gestützte Rückenflosse. Fast alle Julidochromis-Arten sind von gelber Grundfarbe und mit dunklen Längsstreifen oder einem dunklen Gittermuster versehen. Nur Julidochromis cyanophleps ist fast einfarbig dunkel.

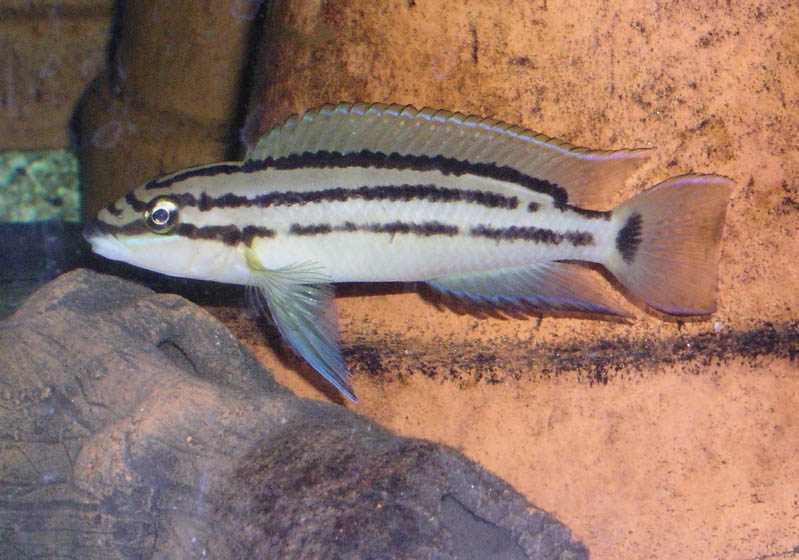
Julidochromis popelini

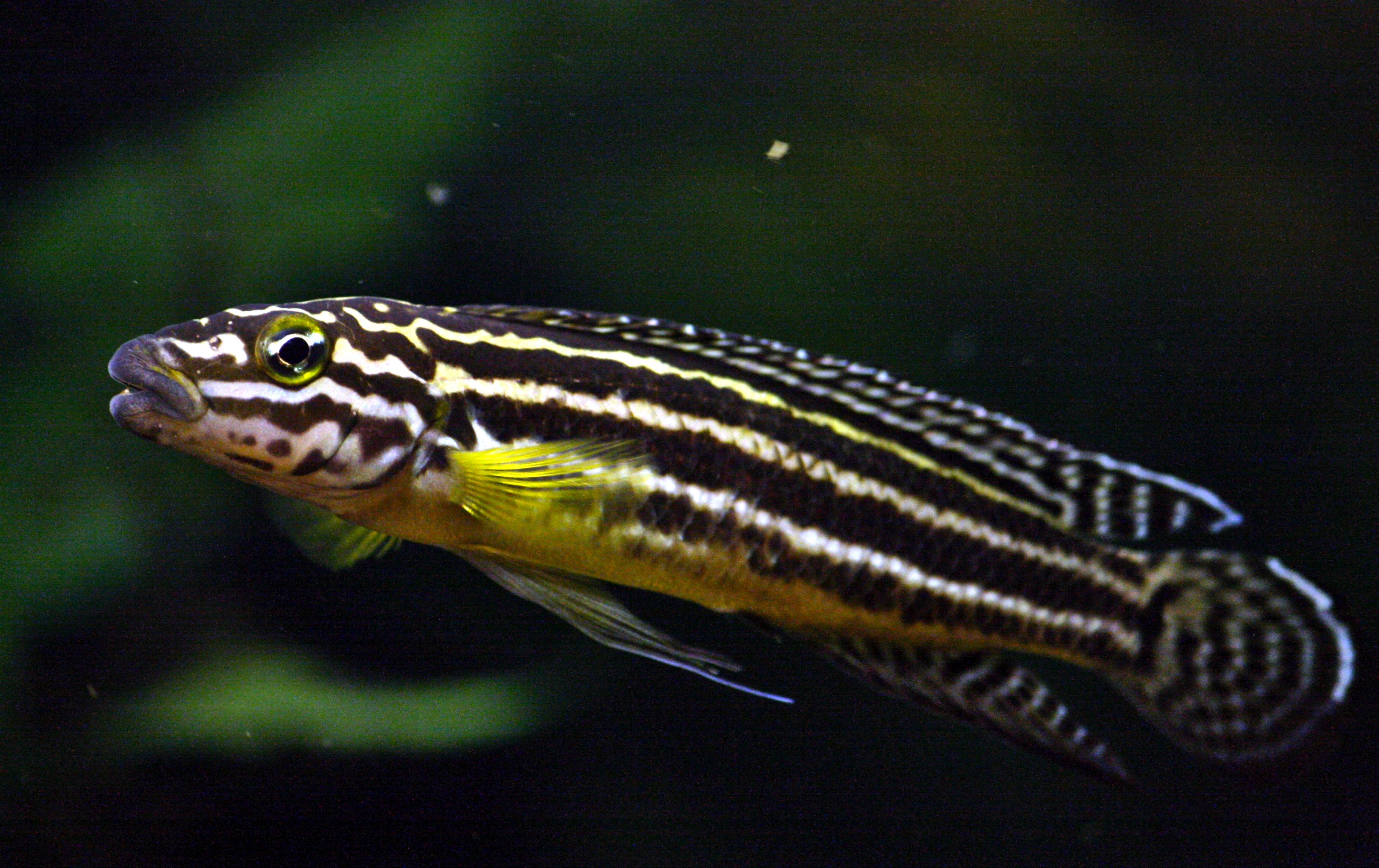
Julidochromis regani

## Lebensweise
Julidochromis-Arten leben sehr eng an felsige Biotope gebunden und bilden dort Reviere, die sie energisch gegenüber Artgenossen oder anderen Buntbarschen verteidigen. Die Eier werden in eine Höhle oder enge Felsspalte abgelegt, 20 bis 50 bei den drei kleineren Arten, bis zu 100 bei den größeren. Die Jungfische schlüpfen nach zwei bis drei Tagen und schwimmen nach fünf Tagen frei. Sie werden von beiden Eltern beschützt (Elternfamilie).

## Arten
- Maskenbuntbarsch (Julidochromis brichardi (Poll, 1974))[1]
- Julidochromis cyanophleps (Kullander, Karlsson, Karlsson & Norén, 2014)[2]
- Dickfelds Schlankcichlide (Julidochromis dickfeldi Staeck, 1975)
- Julidochromis marksmithi Burgess, 2014
- Schachbrett-Schlankcichlide (Julidochromis marlieri Poll, 1956)
- Gelber Schlankcichlide (Julidochromis ornatus Boulgenger, 1898) Typusart
- Julidochromis popelini (Brichard, 1989)[3]
- Vierstreifen-Schlankcichlide (Julidochromis regani Poll, 1942)
- Schwarzweißer Schlankcichlide (Julidochromis transcriptus Matthes, 1959)

## Systematik
Die Gattung Julidochromis wurde im Jahr 1898 durch den belgisch-britischen Ichthyologen George Albert Boulenger zusammen mit der Typusart Julidochromis ornatus erstbeschrieben. Fünf weitere Arten wurden von 1945 bis 2014 beschrieben. 1974 beschrieb der belgische Ichthyologe Max Poll eine sehr ähnliche Gattung unter der Bezeichnung Chalinochromis. Diese war ursprünglich monotypisch, später kamen zwei weitere Arten hinzu. Genetisch können die beiden Gattungen jedoch nicht unterschieden werden und die von Poll zur Diagnose von Chalinochromis genannten Merkmale finden sich meistens nur bei der Typusart (Chalinochromis brichardi ). Der Ichthyologe Ad Konings synonymisierte deshalb im September 2023 Chalinochromis mit Julidochromis. Die Gattung Julidochromis besteht seitdem aus neun Arten.

## Aquaristik
Julidochromis-Arten sind verbreitete Aquarienfische, da sie wegen ihrer (für Tanganjikabarsch-Verhältnisse) geringen Größe auch in weniger großen Aquarien gehalten werden können.